# Мика Алексић
Мирослав Алексић (Београд, 5. фебруар 1952) српски је режисер, сценариста, продуцент, и глумац. Године 2021. је доспео у средиште пажње јер су га његове ученице осумњичиле за сексуално злостављање, након чега је оптужен у априлу исте године.

## Биографија
Рођен је од оца Драгована и мајке Надежде. Завршио је Четрнаесту београдску гимназију и Факултет драмских уметности, одсек филмска режија. Дипломирао је 1981. у класи професора Радомира Баје Шарановића.
Од 1980. био је уметнички руководилац Драмског студија Телевизије Београд, односно Радио телевизије Србије (РТС). На телевизији и радију режирао је пет документарних филмова, 11 радио драма, 30 телевизијских емисија и преко 600 премијерних емисија за програме Радио Београда. Режирао је играни филм Ствар срца (2005), ТВ серију Соба 405 (1986), ТВ филмове Пегава и дебели (1982) и Погрешна процена (1987), документарни филм Прва позоришна представа и неколико позоришних представа.
Више пута је награђиван. Године 1977. наградом на Фестивалу југословенског документарног филма, 1979. првом наградом на Југословенске радио дифузије, 1980. годишњом наградом Младо поколење Југословенског савета за бригу и васпитање деце, 1986. наградом за режију на Међународном филмском фестивалу у Будимпешти.
Уз Бату Миладиновића, оснивача Драмског студија РТС, најпознатији је педагог у драмској области, код кога су своје прве кораке имали многи истакнути глумци, међу којима су — Никола Којо, Мирјана Јоковић, Борис Миливојевић, Катарина Гојковић, Небојша Глоговац, Бојана Маљевић, Никола Ђуричко, Иван Зарић, Гордан Кичић, Вук Костић, Бојана Стефановић, Нада Мацанковић, Виктор Савић, Марија Бергам, Ваја Дујовић, Ања Алач, Хана Селимовић и др.

## Контроверзе
Јануара 2021, неколико бивших полазница његове школе осумњичило га је за силовање и злостављање. Алексић је 18. јануара притворен због основане сумње да је учинио кривично дело силовања и недозвољених полних радњи. Био је у притвору приближно осам месеци, а после је отпушен на кућни притвор (наногвица).

Више јавно тужилаштво је 21. априла 2021. против Мике Алексића поднело више кривичних пријава везана за силовање и сексуално злостављање. Он је негирао све оптужбе говорећи да су „девојке су имале лоше породичне односе, нарочито са очевима” и да су га зато оптужиле:
„И Милена Радуловић и Ива Илинчић имале су трауме у том периоду и оне су то тада наговештавале. Ово је покушај тужилаштва да се оптужи личност у недостатку доказа. Сматрам да је у питању шизофрена оптужница. За неке од глумица које су ме оптужиле испоставиће се да су боље глумице у животу него у професији.”

## Приватни живот
У браку је са Биљаном Машић, глумицом и професорком Факултета драмских уметности у Београду.

## Филмографија
| Год. | Назив                                                                       |
| ---- | --------------------------------------------------------------------------- |
| 2005 | Ствар срца (играни филм) - редитељ                                          |
| 1987 | Погрешна процена (ТВ филм) - редитељ                                        |
| 1987 | Соба 405 (ТВ Серија) - редитељ                                              |
| 1972 | Шешир професора Косте Вујића (филм из 1972) - глумац (улога: Павле Поповић) |
| 1972 | Чедомир Илић - глумац (улога:Младен Матовић, брат Белин )                   |